# Deliberación en línea
La deliberación en línea es un término amplio que se utiliza para describir muchas formas de debates en línea no institucionales, institucionales y experimentales. El término también describe el campo emergente de práctica e investigación relacionado con el diseño, la implementación y el estudio de procesos deliberativos que se basan en el uso de tecnologías de la información y las comunicaciones electrónicas (TIC).
Aunque Internet y las redes sociales han fomentado la participación discursiva y la deliberación en línea a través de la comunicación mediada por computadora, el estudio académico de la deliberación en línea comenzó a principios de la década de 2000.

## Apoyo eficaz a la deliberación en línea
Una serie de estudios han sugerido que el tamaño del grupo, el volumen de comunicación, la interactividad entre los participantes, las características del mensaje y las características de las redes sociales pueden afectar la deliberación en línea. y que la deliberación democrática varía según las plataformas. Por ejemplo, se ha demostrado que los foros de noticias tienen el mayor grado de deliberación, seguidos por los sitios web de noticias y luego Facebook. Las diferencias en la eficacia de las plataformas como apoyo a la deliberación se han atribuido a numerosos factores, como la moderación, la disponibilidad de información y el enfoque en un tema bien definido.
Un número limitado de estudios han explorado hasta qué punto la deliberación en línea puede producir resultados similares a la deliberación tradicional cara a cara. Una encuesta deliberativa de 2004 que comparó la deliberación presencial y en línea sobre la política exterior de Estados Unidos arrojó resultados similares. Un estudio similar realizado en Francia en 2012 concluyó que, en comparación con el proceso fuera de línea, la deliberación en línea tenía más probabilidades de aumentar la participación de las mujeres y promover la justificación de argumentos por parte de los participantes.
Los estudios acerca de la deliberación en línea indican que existen cinco aspectos fundamentales de diseño que influirán en la calidad del diálogo: la distinción entre comunicación asincrónica y sincrónica, la elección entre moderación posterior y premoderación, la creación de espacios que fomenten el empoderamiento frente a aquellos que no lo hacen, la formulación de preguntas específicas en contraposición a preguntas generales, y la relevancia de la calidad de la información. Otros académicos han sugerido que una deliberación en línea exitosa sigue cuatro reglas centrales: las discusiones deben ser inclusivas, racionales-críticas, recíprocas y respetuosas.
En general, la deliberación en línea requiere que los participantes puedan trabajar juntos cómodamente para realizar las mejores deliberaciones posibles, lo que a menudo puede requerir reglas y regulaciones que ayuden a los miembros a sentirse cómodos entre sí.

## Desafíos
Los investigadores han cuestionado la utilidad de la deliberación en línea como una extensión de la esfera pública, argumentando que la deliberación en línea no es menos beneficiosa que la interacción cara a cara. El discurso mediado por computadora se considera impersonal y fomenta la falta de civilidad en línea. Además, se ha descubierto que los usuarios que participan en debates en línea sobre política sólo hacen comentarios en grupos que coinciden con sus propias opiniones, lo que indica la posibilidad de que la deliberación en línea promueva principalmente el razonamiento motivado y refuerce actitudes preexistentes.

## Disciplinas relacionadas
La investigación académica sobre la deliberación en línea es interdisciplinaria e incluye prácticas como la consulta en línea, la participación electrónica, el gobierno electrónico, ciudadano a ciudadano (C2C), las encuestas deliberativas en línea, el crowdsourcing, la facilitación en línea, las comunidades de investigación en línea, el aprendizaje electrónico interactivo, el diálogo cívico en foros de Internet y chat en línea, y la toma de decisiones grupal que utiliza software colaborativo y otras formas de comunicación mediada por computadora. El trabajo en todos estos esfuerzos está unido por el desafío de utilizar los medios electrónicos de una manera que profundice el pensamiento y mejore el entendimiento mutuo.

### Conferencias
- Desarrollo y uso de herramientas en línea para la democracia deliberativa : la primera conferencia sobre deliberación en línea, Universidad Carnegie Mellon (junio de 2003)
- Deliberación en línea 2005 / DIAC-2005 - Segunda conferencia sobre deliberación en línea: diseño, investigación y práctica, Universidad de Stanford (mayo de 2005)
- Herramientas para la participación: colaboración, deliberación y apoyo a la toma de decisiones (DIAC-2008/OD2008) - Tercera conferencia sobre deliberación en línea, Universidad de California, Berkeley (junio de 2008)
- Cuarta Conferencia Internacional sobre Deliberación en Línea – Universidad de Leeds (30 de junio – 2 de julio de 2010)

- Datos: Q4923938